# Wojciech Strzemecki
Wojciech Strzemecki (ur. 22 marca 1979) – polski brydżysta, World Master (WBF), Arcymistrz Międzynarodowy (PZBS), zawodnik Silesia I Gliwice.

## Wyniki brydżowe

### Zawody światowe
W światowych zawodach zdobył następujące lokaty:
| Mistrzostwa Świata. Konkurencja teamów | Mistrzostwa Świata. Konkurencja teamów | Mistrzostwa Świata. Konkurencja teamów     | Mistrzostwa Świata. Konkurencja teamów | Mistrzostwa Świata. Konkurencja teamów | Mistrzostwa Świata. Konkurencja teamów |
| Rok                                    | Miejsce                                | Zawody                                     | Kategoria                              | Drużyna                                | Pozycja                                |
| -------------------------------------- | -------------------------------------- | ------------------------------------------ | -------------------------------------- | -------------------------------------- | -------------------------------------- |
| 2005                                   | Sydney                                 | 10 Młodzieżowe Mistrzostwa Świata Teamów   | Juniorzy                               | Poland                                 | 2                                      |
| 2004                                   | Stambuł                                | 2 Puchar Świata Teamów Akademickich        | Open                                   | Poland                                 | 1                                      |
| 2002                                   | Brugia                                 | 1(B). Akademickie Mistrzostwa Świata Temów | Open                                   | Poland                                 | 4                                      |

| Mistrzostwa Świata. Konkurencja par | Mistrzostwa Świata. Konkurencja par | Mistrzostwa Świata. Konkurencja par  | Mistrzostwa Świata. Konkurencja par | Mistrzostwa Świata. Konkurencja par | Mistrzostwa Świata. Konkurencja par |
| Rok                                 | Miejsce                             | Zawody                               | Kategoria                           | Partner                             | Pozycja                             |
| ----------------------------------- | ----------------------------------- | ------------------------------------ | ----------------------------------- | ----------------------------------- | ----------------------------------- |
| 2003                                | Tata                                | 5 Młodzieżowe Mistrzostwa Świata Par | Juniorzy                            | Przemysław Janiszewski              | 42                                  |
| 2001                                | Stargard                            | 4 Mistrzostwa Świata Par Juniorów    | Juniorzy                            | Jacek Baranowski                    | 92                                  |
| 1999                                | Nymburk                             | 3 Mistrzostwa Świata Par Juniorów    | Juniorzy                            | Piotr Mądry                         | 58                                  |

### Zawody europejskie
W europejskich zawodach zdobył następujące lokaty:
| Zawody europejskie. Konkurencja teamów | Zawody europejskie. Konkurencja teamów | Zawody europejskie. Konkurencja teamów   | Zawody europejskie. Konkurencja teamów | Zawody europejskie. Konkurencja teamów | Zawody europejskie. Konkurencja teamów |
| Rok                                    | Miejsce                                | Zawody                                   | Kategoria                              | Drużyna                                | Pozycja                                |
| -------------------------------------- | -------------------------------------- | ---------------------------------------- | -------------------------------------- | -------------------------------------- | -------------------------------------- |
| 2004                                   | Praga                                  | 19 Młodzieżowe Mistrzostwa Europy Teamów | Juniorzy                               | Poland                                 | 1                                      |

## Klasyfikacja
- Wojciech Strzemecki – klasyfikacja PZBS
- Wojciech Strzemecki – klasyfikacja EBL (ang.)
- Wojciech Strzemecki – klasyfikacja WBF (ang.)